# Marcel Bucard
Marcel Bucard (Saint-Clair-sur-Epte, 7 de diciembre de 1895 – Châtillon, 19 de marzo de 1946) fue un político fascista francés, líder del Movimiento Francista.

## Biografía
Nacido el 7 de diciembre de 1895 en Saint-Clair-sur-Epte, combatió en la Primera Guerra Mundial. Bucard, que entró en política bajo la tutela de André Tardieu, destacaba por su presencia física y su oratoria. Estuvo vinculado a Le Faisceau, y fundó el Movimiento Francista el 29 de septiembre de 1933. Bucard, que en 1938 efectuó una visita al Congreso de Núremberg, colaboró con la ocupación nazi de Francia durante la Segunda Guerra Mundial y, tras el fin de esta, fue condenado y ejecutado el 19 de marzo de 1946 en el Fort de Châtillon.